# Matsakabanja
Matsakabanja est une commune urbaine malgache située dans la partie nord-ouest de la région de Boeny.